# Nanyamba
Nanyamba è una circoscrizione mista (mixed ward) della Tanzania situata nel distretto rurale di Mtwara, regione di Mtwara. Conta una popolazione di 13 320 abitanti (censimento 2012).